# Patrice Munsel

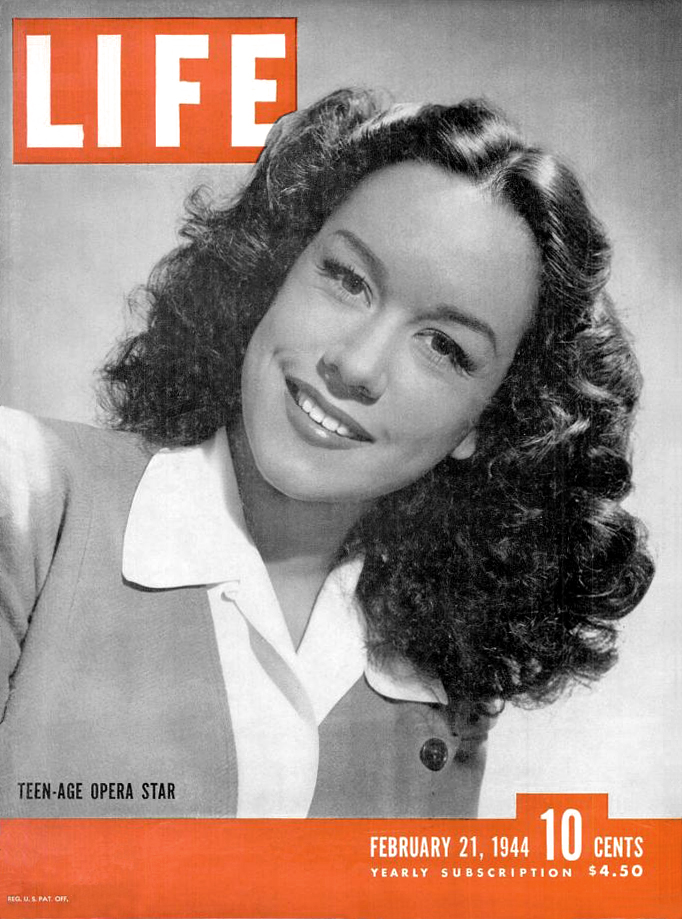
Munsel na capa da revista LIFE (21 de fevereiro de 1944)

Patrice Beverly Munsel (Spokane (Washington), 14 de maio de 1925 – Montanhas Adirondack, 4 de agosto de 2016) foi uma coloratura soprano estadunidense. Cantora mais jovem que já estrelou no Metropolitan Opera, foi apelidado de Princesa Pat.